# ブリケラジオ宮殿

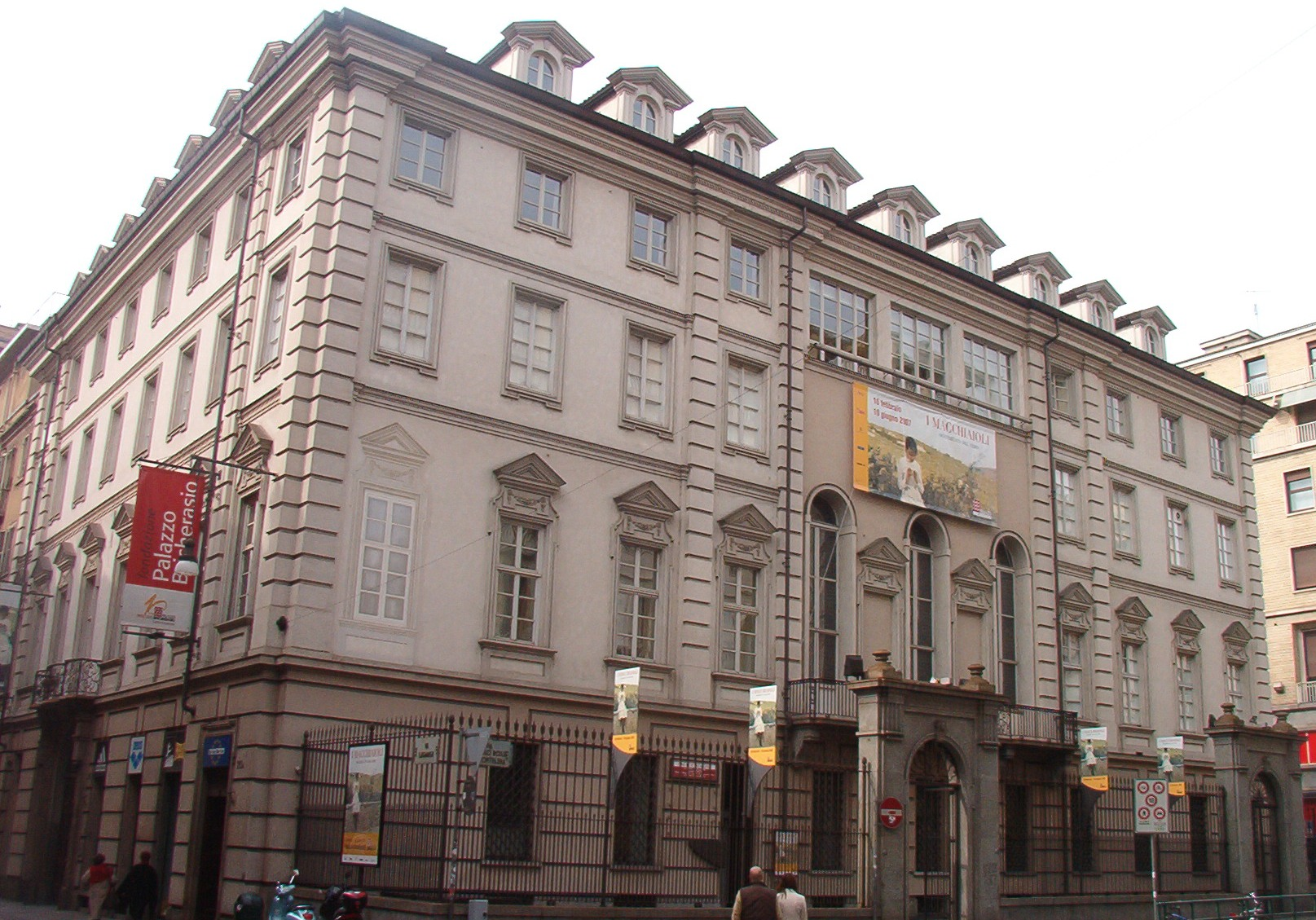
ブリケラジオ宮殿（美術館）

ブリケラジオ宮殿（ブリケラジオきゅうでん、イタリア語: Palazzo Bricherasio）は、イタリア・トリノにある宮殿。現在は美術館として使われている。